# Eueremaeus quadrilamellatus
Eueremaeus quadrilamellatus är en kvalsterart som först beskrevs av Hammer 1952.  Eueremaeus quadrilamellatus ingår i släktet Eueremaeus och familjen Eremaeidae. Inga underarter finns listade i Catalogue of Life.